# Nicu Vlad
Nicu Vlad (n. 1 noiembrie 1963, Piscu, Galați, România) este un fost halterofil român, multiplu campion mondial, european și național.

## Carieră
A participat la patru ediții ale Jocurilor Olimpice și a câștigat mai multe medalii: de aur în 1984 la Los Angeles, argint în 1988 la Seul și bronz în 1996 la Atlanta; la Jocurile Olimpice din 1992 (Barcelona) s-a clasat pe locul IV. Cariera sa de excepție este descrisă și de cele 43 de medalii obținute la Campionatele Mondiale, dintre acestea 14 fiind de aur, 25 de medalii olimpice și europene; de menționat este și faptul că a doborât două recorduri mondiale. 
După retragere, a fost antrenor, iar din 2001 este Președinte al Federației Române de Haltere, 
membru în Comitetul Executiv al Federației Europene. A fost membru în Comisia Tehnică a Federației Internaționale de Haltere și în 2009 a devenit vicepreședinte al Federației Internaționale de Haltere.
În lumea culturismului, un anumit tip de îndreptări cu bara, poartă denumirea de „Romanian Deadlift” (RDL). Această denumire a apărut după ce, la participarea la concursuri mondiale, în sala de antrenamente, Nicu Vlad a fost văzut făcând acest tip de exercițiu.
Nicu Vlad este creditat ca fiind cel mai bun halterofil român din toate timpurile, pentru ridicarea de 412,5 kg la mondialele din 1989 de la Atena, unde a pierdut, din cauza cântarului, medalia de aur în favoarea bulgarului Petăr Ștefanov (care a ridicat aceeași greutate).
În 2022, Nicu Vlad a fost suspendat pe viață de Tribunalul de Arbitraj Sportiv din cauza implicării în cazuri de dopaj.